# Woronzow-Palast (Alupka)
Der Woronzow-Palast (ukrainisch Воронцовський палац; russisch Воронцовский дворец) oder der Alupka-Palast ist ein historisches Denkmal am Fuße des Krimgebirges in der Nähe von Alupka, Krim. Der Woronzow-Palast ist einer der ältesten und größten Paläste und eine der beliebtesten Touristenattraktionen auf der Südküste der Krim-Halbinsel.

## Geschichte
1828 ließ sich der russische Fürst Michail Woronzow eine Residenz erbauen. Architekt und Planer des romantischen Schlosses war der berühmte Edward Blore, der als einer der Architekten des Buckingham Palace in London bekannt ist. Der Bau wurde von den Architekten Francesco Boffo und William Gunt realisiert. Das Schloss ist von der Meeresseite im maurischen Baustil gebaut und von der Bergseite her ist er im englischen neu-gotischen Baustil gebaut. Das Schloss ist von einem riesigen Landschaftspark umgeben, der vom deutschen Landschaftsarchitekten Karl Kebach realisiert wurde. Das Anlegen des Parks dauerte mehrere Jahrzehnte, da die klimatischen Bedingungen und der steinige Boden die Arbeit erschwerten. Während der Jalta-Konferenz Jahre 1945 bewohnten Winston Churchill und die britische Delegation das Schloss. Sie fand im nahe gelegenen Liwadija-Palast statt.

## Architektur

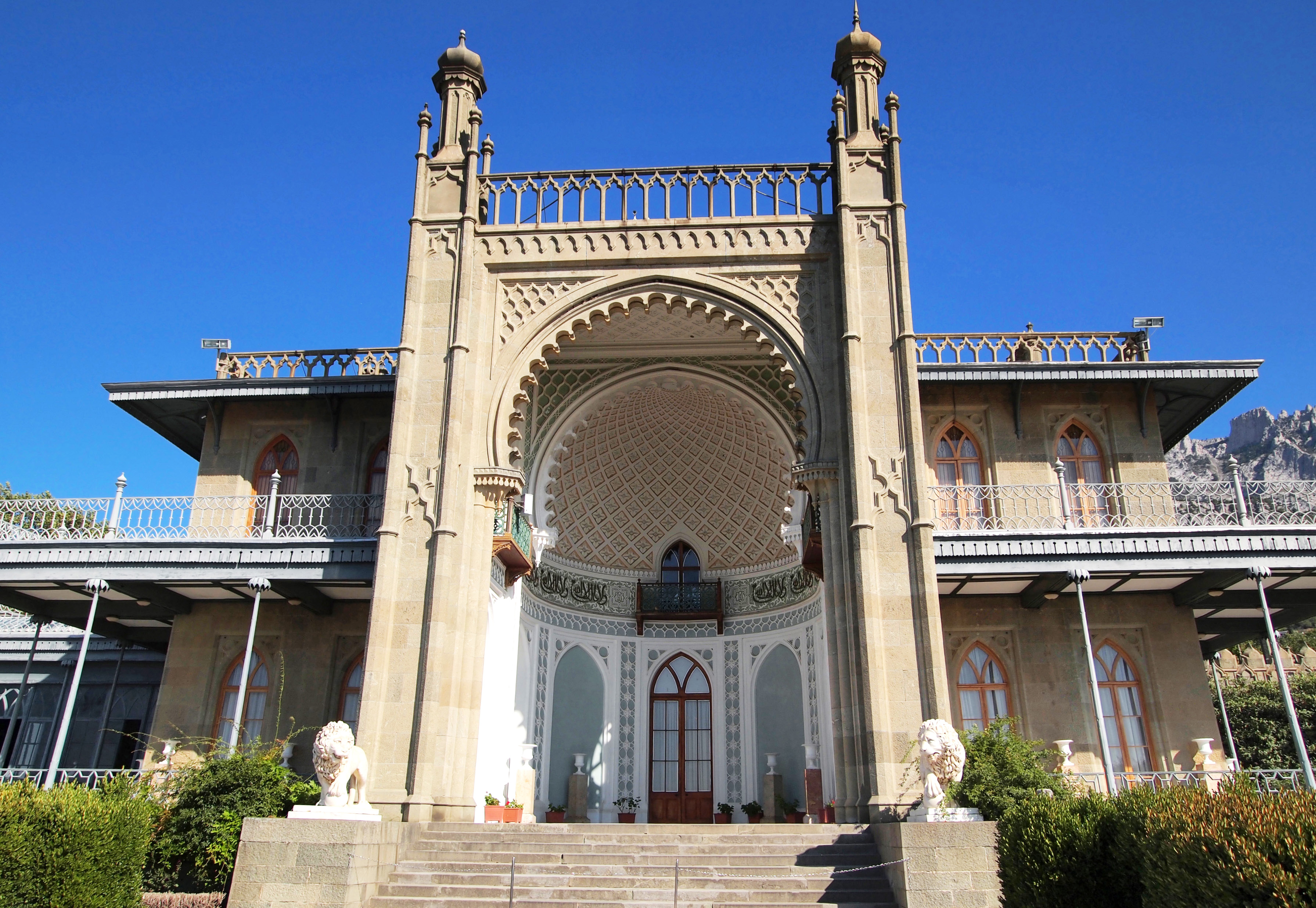
Maurische Fassade zum Schwarzen Meer

Der Woronzow-Palast wurde nach neuen Architektur- und Konstruktionsprinzipien gebaut. Ein wichtiges architektonisches Merkmal war die Lage des Schlosses. Der Palast passt sehr harmonisch in die umliegende Landschaft, weil er den Bergen angepasst ist.
Der Palast wurde im englischen Stil gebaut, der sehr harmonisch mit der maurischen Revival-Architektur kombiniert ist.

## Interieur
Der Palast besteht aus insgesamt 150 Zimmern. Innen befinden sich eine große Bibliothek, ein Esszimmer und ein Billardzimmer mit einem Bad für Männer und einem massiven Salon für Frauen. Die bemerkenswertesten Zimmer des Palasts sind das blaue Zimmer, das Esszimmer und das chinesische Kabinett. Ein interessanter Fakt ist, dass der Architekt des Palasts Edward Blore ein Freund von Sir Walter Scott war. Er designte die Bibliothek des Palasts nach dem Vorbild der Bibliothek von Scott. In diesem Zimmer sind mehr als 6000 literarische und musikalische Werke des 18. Und 19. Jahrhunderts vorhanden.

## Eigentümer und Okkupanten
- Michail Semjonowitsch Woronzow (1782–1856)
- Jelisaweta Woronzowa (1792–1880)
- Semyon Woronzow (1823–1882)
- Sofia Schuwalowa (1825–1879)
- Pawel Woronzow-Schuwalow (1846–1885)
- Michail Schuwalow (1850–1904)
- Jelisaweta Woronzova-Schuwalowa (1845–1924)

## Weitere Paläste für den Fürsten Woronzow
- Der Woronzow-Palast in Sankt Petersburg
- Der Woronzow-Palast in Odessa
- Der Woronzow-Palast in Tiflis
- Das Palais Woronzow in München

## Künstlerische Wiedergaben vom Palast

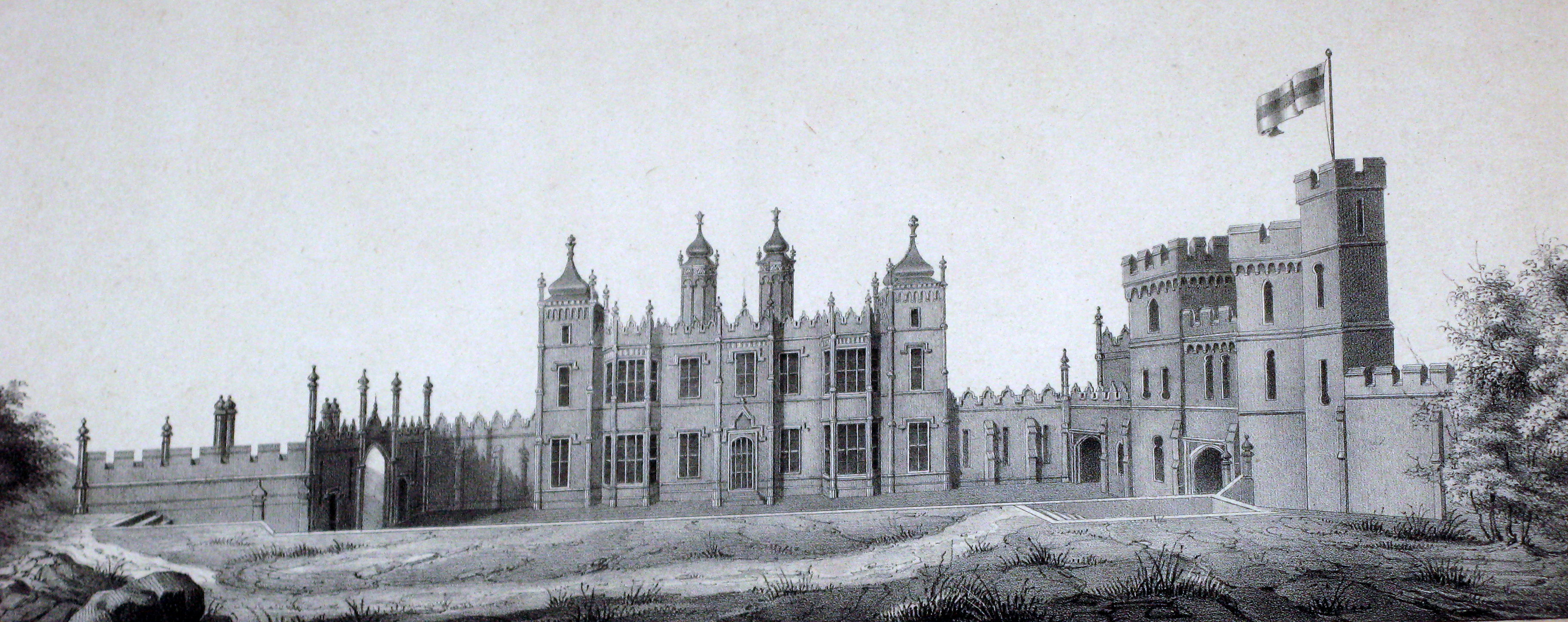
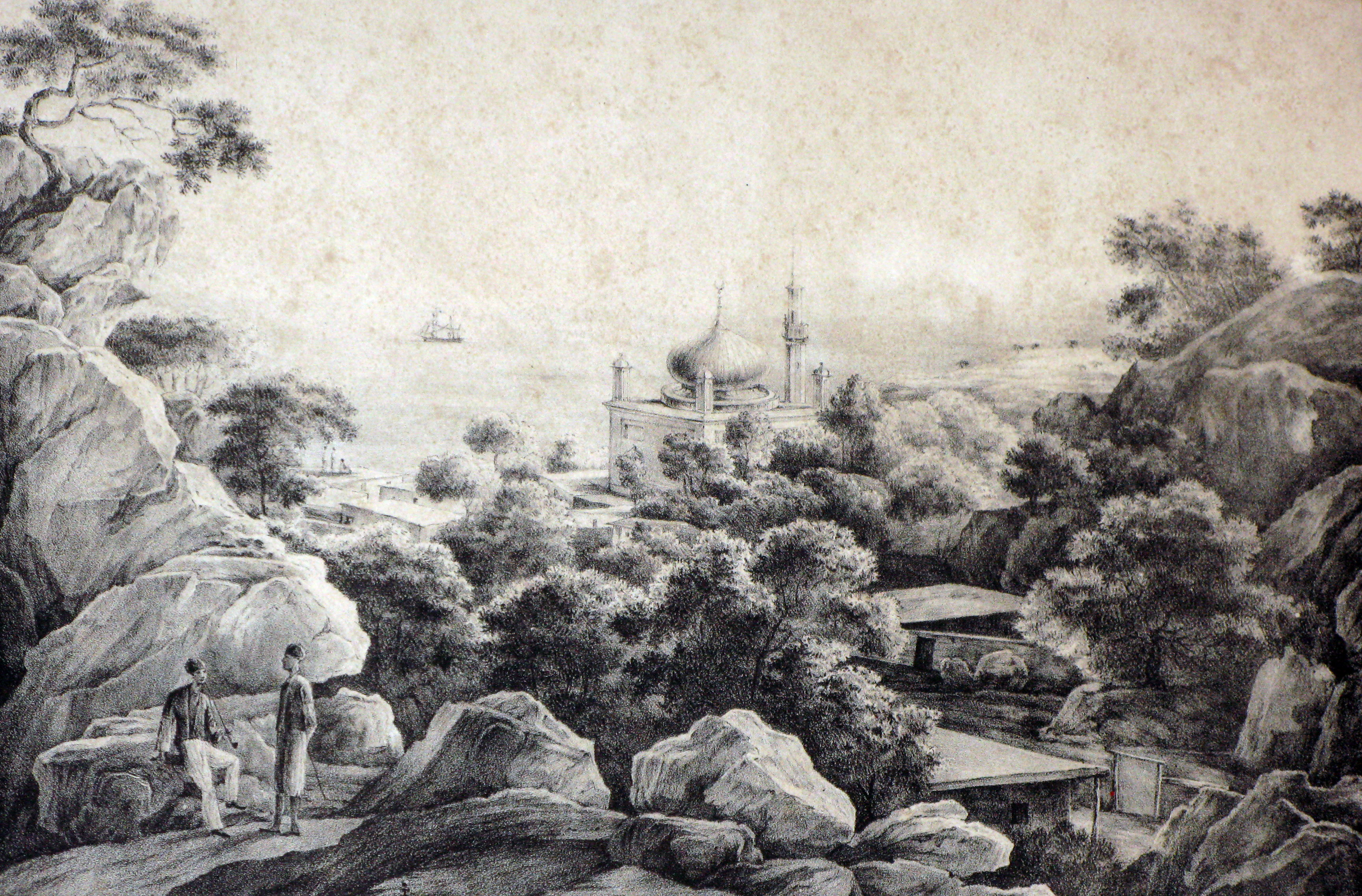
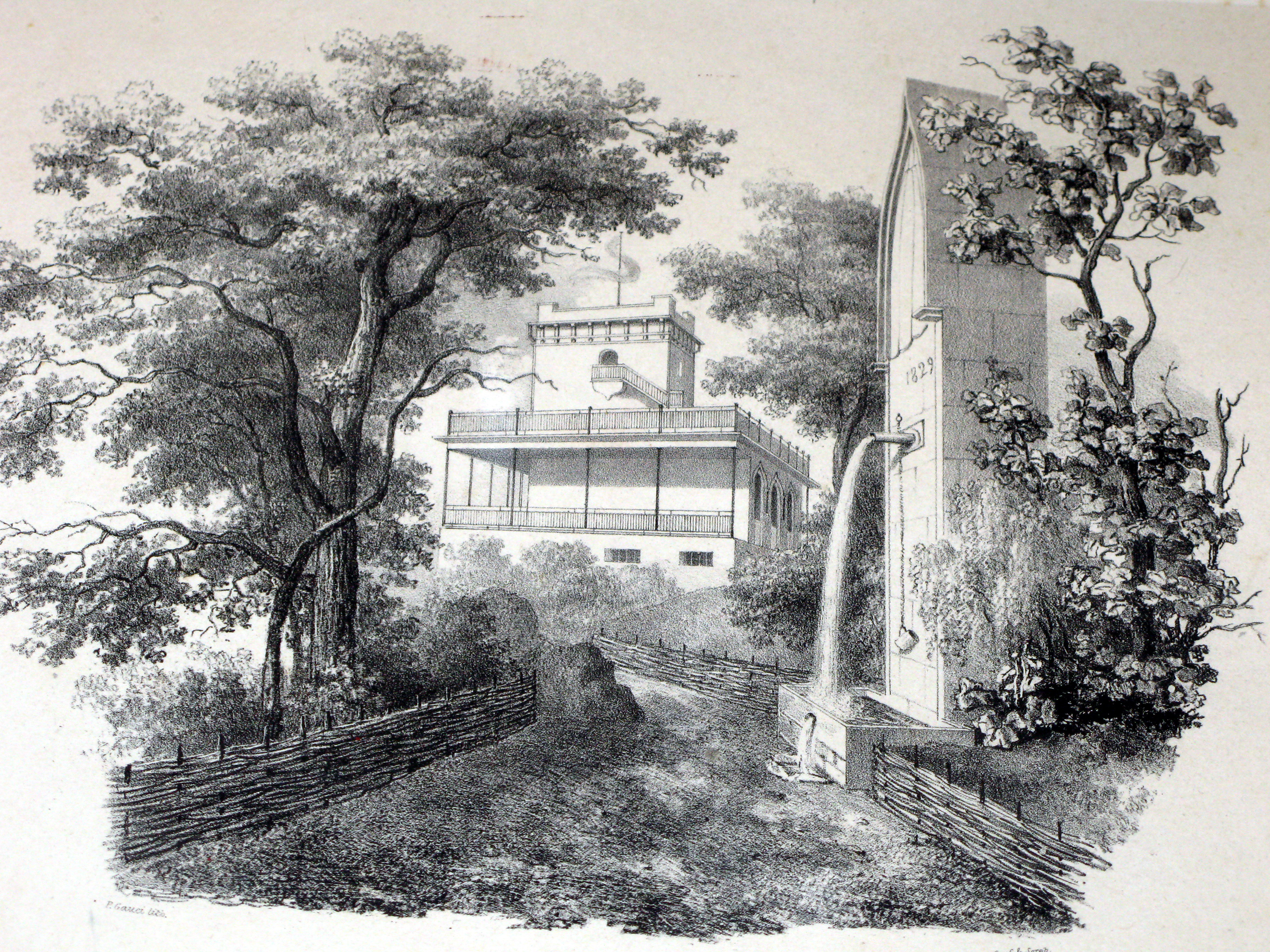
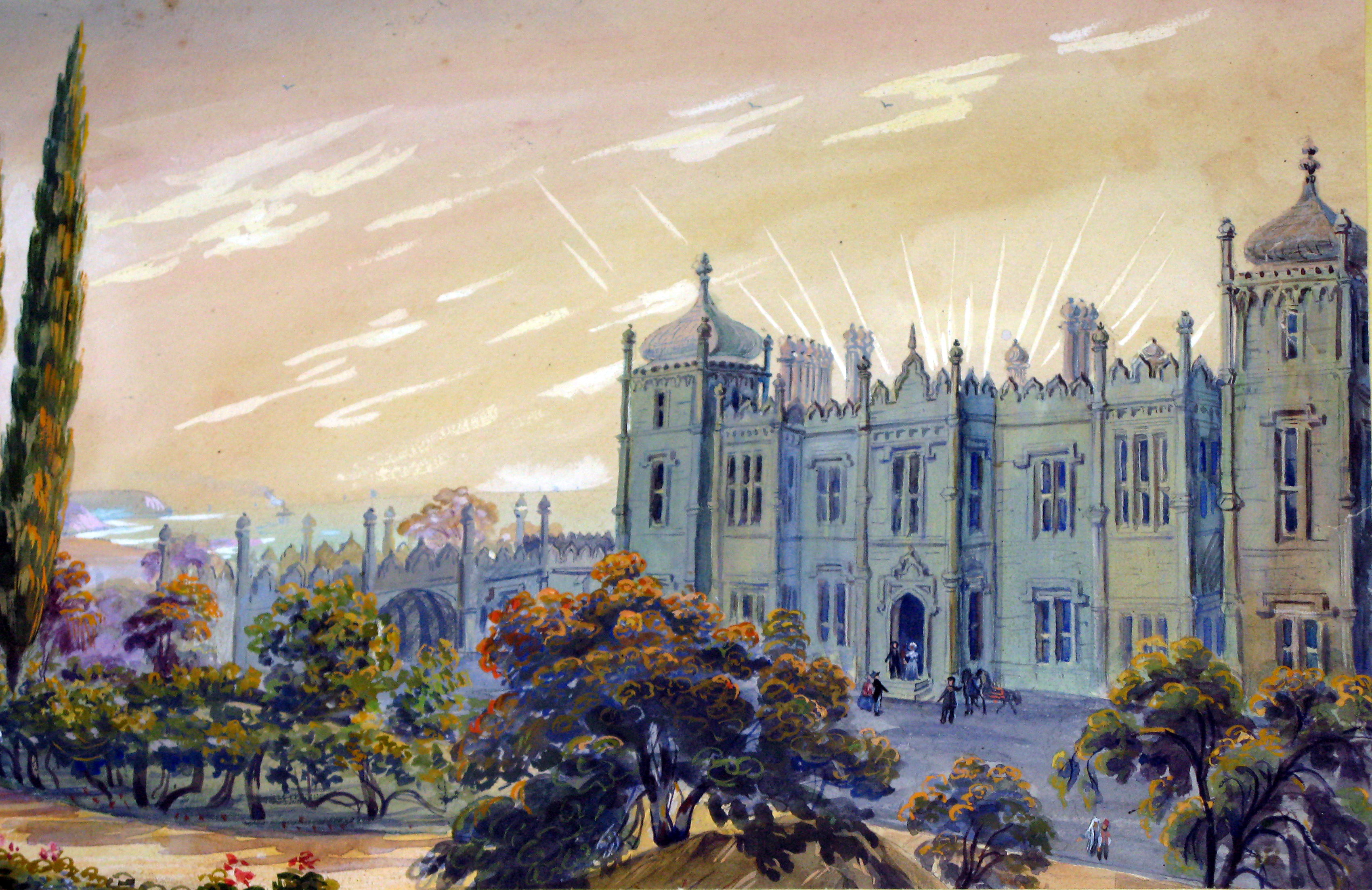